# Chemie in unserer Zeit
Chemie in unserer Zeit (abrégé en Chem. Unserer Zeit) est une revue scientifique bimestrielle qui publie articles sur l'actualité chimique.
D'après le Journal Citation Reports, le facteur d'impact de ce journal était de 0,263 en 2014.